# Fabiano Peçanha
Fabiano Peçanha (né le 5 juin 1982 à Cruz Alta) est un athlète brésilien, spécialiste du 800 mètres.
Son meilleur temps est de 1 min 44 s 60, obtenu à Bangkok le 11 août 2007.